# Acacia triptera
Espèce
Acacia triptera est une espèce de plantes à fleurs du genre Acacia et de la famille des Fabaceae. C'est un arbuste originaire d'Australie.

## Description
C'est un mimosa qui pousse à environ 4 m de haut et fait 5 m de diamètre. Il fleurit environ d'août à octobre. Il peut se propager par graines, mais il est préférable de les faire tremper dans l'eau chaude pour ramollir la coque avant de les semer.

## Répartition et habitat
On le trouve dans les régions semi-arides du Queensland, de la Nouvelle-Galles du Sud et du Victoria